# Catada crossodora
Catada crossodora là một loài bướm đêm trong họ Erebidae.